# حسین وفایی
حسین وفایی (زادهٔ ۲۳ شهریور ۱۳۷۳؛ آبادان) بازیکن حرفه‌ای و قهرمان رشته اسنوکر اهل ایران است.
او با قهرمانی در رقابت‌های اسنوکر آماتوری جهان در سال ۲۰۱۱ توانست به عنوان اولین ایرانی در تاریخ ورزش اسنوکر، جواز حضور در رقابت‌های اسنوکر حرفه‌ای جهان را کسب کند.
از دیگر افتخارات وی می‌توان به حضور همراه با تیم ایران در بازی‌های آسیایی ۲۰۱۰ در رشته اسنوکر و همچنین کسب عنوان نایب قهرمانی و قهرمانی در رقابت‌های قهرمانی زیر ۲۱ سال اسنوکر آسیا در سال‌های ۲۰۱۱ و ۲۰۱۲ اشاره کرد.
حسین وفایی در سال ۲۰۱۵ کوشید تا با حضور در رقابت‌های مقدماتی انگلستان جواز حضور در رقابت اصلی را داشته باشد ولی به دلیل عدم صدور روادید از سوی دولت بریتانیا از این مهم جا ماند.
او در مسابقات اوپن چین (۲۰۱۷) با پشت سر گذاشتن جو پری، بن وولاستن، و روری مک‌لاود به یک‌چهارم‌نهایی راه یافت و سپس با پیروزی غیرمنتظره (۳–۵) مقابل جاد ترامپ [نفر سوم در رتبه‌بندی جهانی] (فوریه ۲۰۱۸) نخستین اسنوکرباز ایرانی شد که به نیمه‌نهایی یک تورنمنت حرفه‌ای معتبر اسنوکر راه یافته‌است. وفایی در نیمه‌نهایی با نتیجهٔ (۱–۶) مغلوب مارک ویلیامز شد و از دور رقابت‌ها کنار رفت.
حسین وفایی سال ۲۰۱۹ را با شگفتی سازی در مسابقات آزاد ولز آغاز کرد. او موفق شد در یک‌هشتم نهایی مارک سلبی مرد شماره یک اسنوکر جهان را با نتیجه ۴–۳ شکست دهد و به جمع ۴ نفر برتر این مسابقات راه یابد. در یک چهارم نهایی اسکات دونالدسون را ۵–۱ شکست داد و در نیمه نهایی با قبول شکست ۶–۰ برابر نیل رابرتسن استرالیایی از راه‌یابی به فینال بازماند.
حسین وفایی در مسابقات مقدماتی مسترز آلمان در سال ۲۰۲۱ با نتیجه ۵ بر ۰ برابر رونی اُسالیوان قهرمان سرشناس و یکی از اسطوره‌های این ورزش به پیروزی رسید.
وفایی در سال ۲۰۲۲ موفق شد با شکست دادن مارک ویلیامز در فینال مسابقات شوت اوت؛ برای اولین بار قهرمان یک تورنمنت حرفه ای در دنیای اسنوکر شود.

## راهیابی به مسابقات قهرمانی اسنوکر جهان ۲۰۲۲
حسین وفایی با یک پیروزی حساس ۱۰ بر ۹ مقابل حریف چینی با نام Lei Peifan در ۲۴ فروردین ۱۴۰۱ برای اولین بار و به عنوان نخستین فرد ایرانی به مسابقات قهرمانی اسنوکر جهان راه یافت. حسین وفایی طی دو مرحله رقابت با جاد ترامپ در روزهای ۳۱ فروردین و ۱ اردیبهشت ماه ۱۴۰۱ با نتیجه ۱۰–۴ از دور رقابت‌های مسابقات جهانی اسنوکر ۲۰۲۲ حذف شد

### حواشی پیش از مسابقات قهرمانی اسنوکر جهان ۲۰۲۲
وقتی از رونی اسولیوان در مورد حسین وفایی سؤال شد او پاسخ داد: «بازیکن خوبی است ولی باید شغلش را عوض کند. چرا که می‌تواند در حرفه‌های دیگر موفق‌تر باشد!». حسین وفایی در واکنش به این صحبت اظهار نظر جنجالی را بیان کرد: «بهتر است رونی به سبک زندگی خودش نگاهی داشته باشد تا متوجه شود چرا بعد از این همه سال هنوز به جوایز رقابت‌های اسنوکر نیاز دارد. من نیازی به جوایز ندارم و مشغول بازی کردنم هستم. این سالیوان است که باید از این رشته خداحافظی کند. چرا که در همه این سال‌ها هیچ تلاشی برای گسترش این رشته نکرده‌است. من هیچ پیشرفتی نمی‌بینم. او ۲۰ سال در این ورزش بوده و برای ما چه کرده‌است؟ این بزرگ‌ترین سؤال من است: او برای ما چه کرده‌است؟ من نسل جوان هستم. می‌خواهم ببینم او برای ورزش ما چه کرده‌است. اسپانسرهای بزرگ کجا هستند؟».
پس از اظهارات حسین وفایی دیگر شرکت‌کنندگان نیز به جدال لفظی شدید حسین وفایی و سالیوان اسطوره اسنوکر جهان واکنش نشان دادند. بسیاری از آنها تا حدی نظرات حسین وفایی را تأیید می‌کردند. اما معتقد بودند نیازی به به کار بردن الفاظ تند از سمت حسین وفایی نبوده‌است. جاد ترامپ گفت: «وفایی در هواپیما این صحبت‌ها را در مورد رونی با او انجام داده بود ولی به نظرم اشتباه کرده و باید نظرش را تغییر دهد».

## مسابقات آزاد ولز ۲۰۲۲
حسین وفایی ملی‌پوش اسنوکر ایران که موفق شده به مرحله اصلی رقابت‌های آزاد ولز راه پیدا کند در چهارمین بازی خود در این مسابقات توانست با پیروزی مقابل ژانگ آندا چینی به مرحله نیمه نهایی این رقابت‌ها صعود کند.
ملی پوش اسنوکر ایران که در دیداری حساسی به مصاف ژانگ آندا از چین رفته بود در حالی که ۴ بر ۱ از حریف خود عقب بود توانست با بازگشت عالی خود نتیجه بازی را ۵ بر ۴ به سود خود به پایان برساند و با این نتیجه راهی مرحله نیمه نهایی شود.
ملی پوش اسنوکر ایران در نخستین گام خود در این رقابت‌ها نیز رابی ویلیامز را با نتیجه نزدیک ۴ بر ۳ و در ادامه جک جونز را با نتیجه ۴ بر ۰ و رایان دی ولزی را با نتیجه ۴ بر ۳ شکست داده بود.
حسین وفایی شنبه ۱۴ اسفند ۱۴۰۰ در مرحله نیمه نهایی این مسابقات به مصاف جاد ترامپ مرد شماره سه جهان رفت و درحالی‌که ۵ بر ۳ از حریف خود پیش افتاده بود در نهایت با نتیجه نزدیک ۶ بر ۵ شکست خورد و حذف شد. وفایی در حالی این رقابت را واگذار کرد که او در رده ۲۱ و جاد ترامپ در رده ۳ بهترین اسنوکربازان جهان قرار داشتند.